# Helen Mabel Trevor
Helen Mabel Trevor (20 décembre 1831 - 3 avril 1900) est une peintre de paysages et de genre britannique originaire d'Irlande du Nord,. 

## Biographie
Helen Mabel Trevor naît à Lisnagead House, Loughbrickland dans le comté de Down, le 20 décembre 1831. Elle est la fille aînée d'Edward Hill Trevor, Elle commence à dessiner à un jeune âge, son père lui fournissant un atelier pour l'encourager. 
Elle quitte l'Irlande dans les années 1870, avec les revenus du domaine de Loughbrickland pour financer ses voyages et ses études jusqu'aux années 1890. Trevor devient sourde à la fin de sa vie et meurt subitement d'une crise cardiaque dans son atelier au 33 de la rue du Cherche-Midi le 3 avril 1900,.

## Carrière artistique
En 1853, elle envoie des œuvres à l'exposition de Dublin The Youthful Mechanic et Portrait of William III, en les soumettant à la Royal Hibernian Academy (RHA) en 1854 avec Sketch from Life. Elle soumet à nouveau à la RHA en 1856 des œuvres représentant un chien, un chaton et les chiens de Newry Hunt, ainsi qu'un portrait. En 1858, elle présente deux peintures de chiens. Plus tard dans les années 1870, à la suite du décès de ses parents, elle fréquente la Royal Academy of Arts (RA) de Londres pendant quatre ans. Vers 1880, elle s'installe à Paris et étudie avec Jean-Jacques Henner, Luc-Olivier Merson et Carolus-Duran. Elle voyage avec sa sœur Rose en Bretagne et en Normandie en 1881 et 1882. Son tableau de 1881, Breton boys en retenue, est envoyé à la RA. Une autre œuvre, Two Breton girls, date probablement de cette époque. Trevor commence à faire preuve de plus de réalisme avec sa pièce de 1883 A Breton widow, présentée avec la RHA en 1889. Elle passe du temps à Concarneau en 1883, où elle rencontre peut-être le réaliste Jules Bastien-Lepage. Les sœurs déménagent en Italie en 1883 et y restent les six années suivantes, voyageant et étudiant les maîtres anciens. Elle continue à exposer avec la RHA, avec 1888 œuvres telles que The hills of Perugia et Venetian beadstringers. 
Elle revient à Paris en 1889 et reprend le travail avec Carolus-Duran. Elle visite régulièrement la Bretagne pendant cette période, mais elle reste à Paris pour le reste de sa vie à plusieurs adresses. En 1889 et 1899, elle expose au Salon de Paris. Trevor note la baisse des revenus locatifs de sa propriété irlandaise, mais reste positive quant à sa situation. Son œuvre de 1898, Breton interior reçoit une mention honorable. De 1889 à 1897, quatorze de ses œuvres sont envoyées à la RHA, et d'autres à la RA. Un exemple de son travail ultérieur est La mère du marin de 1892, qui rappelle Old woman gathering leaves (1887) de Frank O'Meara, un élève de Duran. 
Trevor lègue deux tableaux à la National Gallery of Ireland (NGI), The Fisherman's Mother et Interior of a Breton Cottage. Sa sœur en lègue un troisième, un autoportrait. En 1959, l'Ulster Museum acquiert The young Eve (1882). Sa correspondance avec E. Halse est publié en 1901 sous le titre Ramblings of an artist. Elle est présente à l'exposition de 1974 de la NGI, The Centenary of Impressionism: Nineteeth Century French Art and Ireland.